# Вінца
Вінца (рум. Vința) — село у повіті Алба в Румунії. Входить до складу комуни Лупша.
Село розташоване на відстані 306 км на північний захід від Бухареста, 38 км на північний захід від Алба-Юлії, 58 км на південний захід від Клуж-Напоки.

## Населення
За даними перепису населення 2002 року у селі проживали 73 особи, усі — румуни. Усі жителі села рідною мовою назвали румунську.